# Vlag van Meurthe-et-Moselle

Vlag van Meurthe-et-Moselle

De vlag van Meurthe-et-Moselle is de niet-officiële vlag van het Franse departement Meurthe-et-Moselle. Net als de meeste andere departementen van Frankrijk heeft Meurthe-et-Moselle geen officiële vlag, maar wordt de hier rechts afgebeelde vlag op niet-officiële wijze gebruikt. De vlag is afgeleid van het wapen van dit departement.
De vlag bestaat uit een geel veld met daarop in een rode schuinbalk drie witte adelaars in vlucht, tussen twee blauwe golvende schuinbalken.
Het ontwerp toont de vlag van Lotharingen, met twee golvende schuinbalken die de Meurthe en de Moezel symboliseren.

Vlag van Lotharingen